# Lonely Planet

Einige Reiseführer von Lonely Planet

Der australische Verlag Lonely Planet Publications (abgekürzt Lonely Planet oder LP, deutsch „einsamer Planet“) nimmt für sich in Anspruch, der weltweit größte Verlag für unabhängige Reise- und Sprachführer zu sein. Die Reiseführer des Unternehmens, die mittlerweile zu fast allen Ländern, Metropolen und Regionen erscheinen, sind besonders unter Rucksacktouristen weit verbreitet. Sie erscheinen in 14 Sprachen (u. a. Englisch, Französisch, Deutsch, Spanisch und Hebräisch). Die Gesamtzahl der Titel liegt bei etwa 650, die Gesamtauflage bei etwa 55 Millionen. Der Verlag beschäftigt über 400 Angestellte in seinen Niederlassungen in Melbourne, Oakland, London und Paris und hält ein Kontingent von ca. 150 Autoren.

## Geschichte

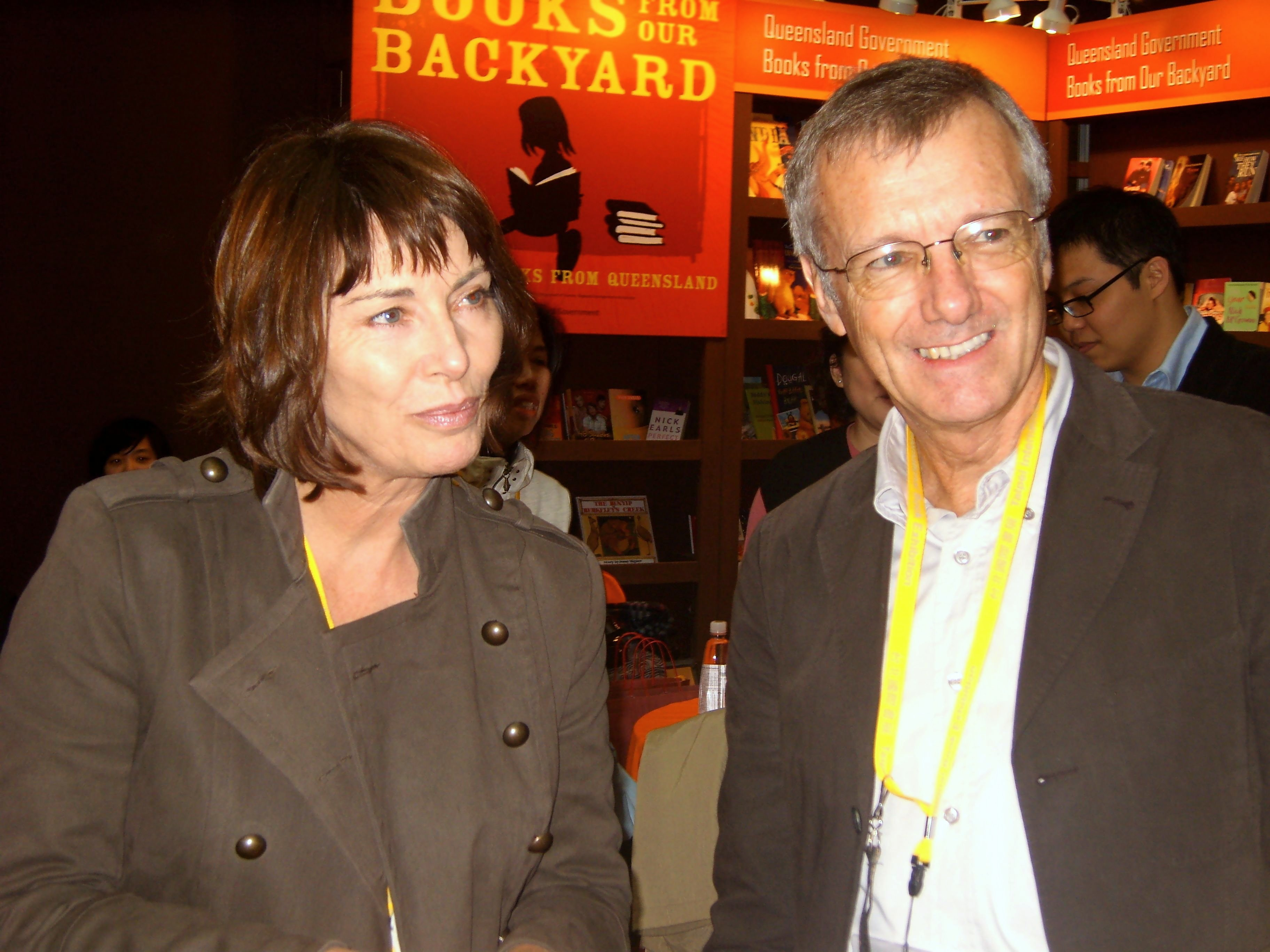
Maureen und Tony Wheeler, die Gründer von Lonely Planet (2008)

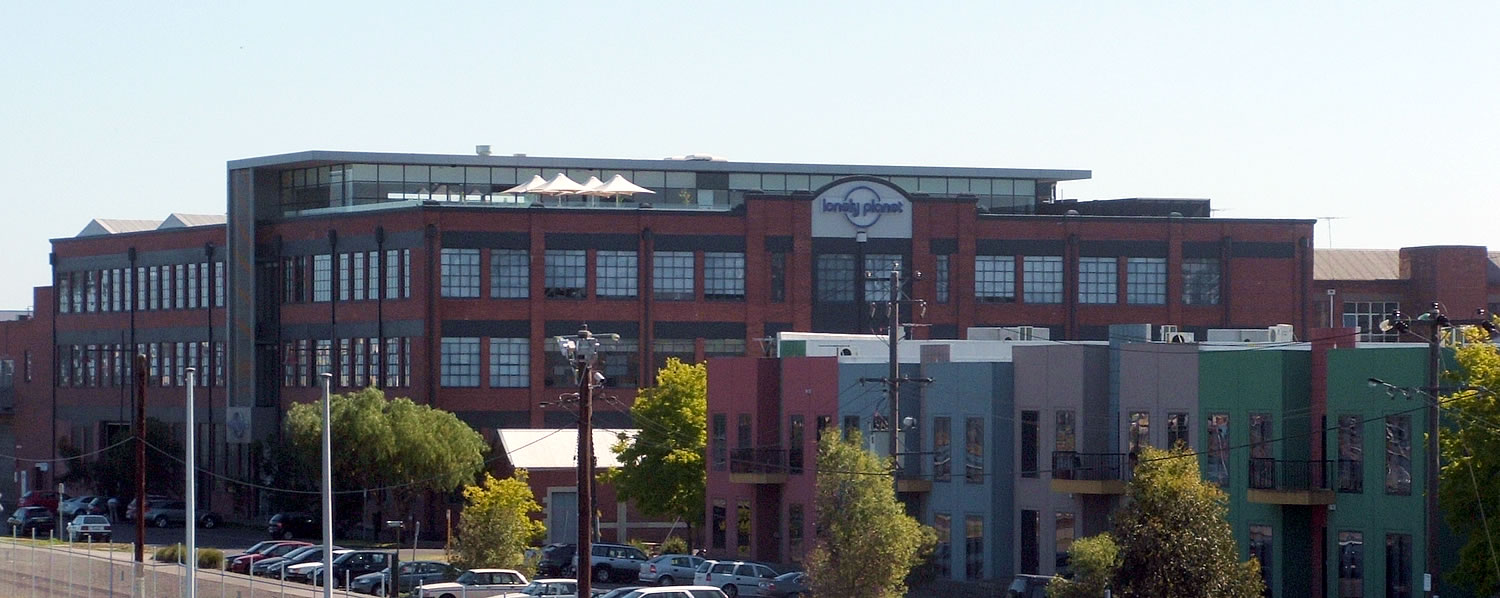
Unternehmenszentrale in Melbourne

Der erste Reiseführer des Verlages mit dem Titel Across Asia on the Cheap wurde von Tony Wheeler und Maureen Wheeler verfasst und 1973 veröffentlicht. Dieses Buch hieß nach gründlichen Überarbeitungen in folgenden Auflagen schließlich South-East Asia on a shoestring, das immer noch einer der Bestseller des Verlags ist. Im Jahre 1976 wurde Nepal and Trekking in the Himalayas veröffentlicht, 1977 gefolgt von einer Reihe von Reiseführern zu Australien, Europa, Afrika und Neuseeland. Als „big break“ beschreibt der Verlag den Reiseführer India (1981), der in kürzester Zeit zum Bestseller avancierte. Zu dieser Zeit beschäftigte Lonely Planet lediglich zehn Mitarbeiter.
Der Name beruht auf einem „Verhörer“ von Tony Wheeler, der beim Hören des Songs Space Captain von Joe Cocker und Leon Russell in dem Film Mad Dogs & Englishmen in der Textpassage „once while travelling across the sky this lovely planet caught my eye“ (als ich einmal durch den Himmel reiste, fesselte dieser entzückende Planet meinen Blick) statt „lovely planet“ (entzückender Planet) die Worte „lonely planet“ (einsamer Planet) verstand.
Die ersten äußerst erfolgreichen Bücher des Verlags richteten sich vor allem an junge Menschen aus Australasien und Europa (vor allem aus Großbritannien), die Reisen auf der Überlandroute zwischen Australien und Europa („Hippie trail“) via Südostasien, Indien und den Nahen Osten planten.
Touristische Infrastruktur – vor allem für Low-Budget-Touristen – existierte in den meisten Ländern auf dieser Route nur in beschränktem Umfang. So kam es in relativ großem Umfang zu einem Zustrom von Angehörigen der Ersten Welt in das engere Lebensumfeld von Bewohnern der Entwicklungsländer. Die Reisenden benutzten so z. B. Überlandbusse in Thailand, verpflegten sich an Straßenständen in Indien oder fanden in Afghanistan bei Dorfbewohnern Unterkunft etc. Die Ratschläge in den Lonely-Planet-Führern wurden daher als essenziell angesehen, um gesundheitliche Probleme, interkulturelle Schwierigkeiten usw. zu umgehen.
Die Koinzidenz eines neuen und schnell wachsenden Tourismusmarktes und des Bestehens eines Verlags, der sich auf die Zielgruppe der Rucksacktouristen („backpackers“) spezialisiert hatte, führte zu einer spezifischen Beziehung der Reisenden untereinander, die über den Verlag vermittelt wurde und wird, indem er eine Art Community-Plattform darstellen konnte. Das Feedback der Leser spielt so eine bedeutende Rolle bei der Aktualisierung; Verlagsprodukte, in denen diese Informationen aufgegriffen wurden, enthalten lange Listen derjenigen Leser die auf veraltete und/oder falsche Informationen etc. in den Führern aufmerksam gemacht haben und/oder dem Verlag neue Informationen zukommen ließen.

## Eigentumsentwicklung
Die wachsende Professionalisierung des Verlagsmanagements und der Versuch, in den einträglichen, aber konservativen (und somit auch erhöhte Gefahren von Rechtsstreitigkeiten involvierenden) Markt der Vereinigten Staaten zu gelangen, veränderten den ursprünglich laienhaft-familiären Stil der Reiseführer über die Jahre zunehmend. So verschwanden beispielsweise aus dem Führer Africa on a shoestring Tipps zum sicheren Cannabiserwerb.
Die anfängliche Stärke des Verlags als Marktführer für Low-Budget-Tourismus-Literatur zeitigte bestimmte Probleme durch die Identifikation von Rucksacktourismus und Lonely Planet im Alltagsverständnis vor allem in anglophonen Ländern. Der Konzern versucht bereits seit Jahren diese Einengung zu vermeiden, um auch die eher bürgerlichen Touristen als Klientel zu gewinnen und zu erhalten. Eine der Strategien war die zum 30-jährigen Verlagsjubiläum durchgeführte Einführung von verschiedenen Reihen von Reiseführern, die die Trennung von Produkten für Rucksacktouristen einerseits und Produkten für anspruchsvollere und finanzkräftigere Reisende andererseits klarer werden lassen sollten. Außerdem erweiterte Lonely Planet seine Produktpalette um Artikel, die „Reisen zu Hause“ ermöglichen sollen, wie Reiseberichte, Kalender, Bildbände und Musik-CDs sowie einige Merchandising-Artikel.
Der Verlag ist im Internet mit Foren und Reisetipps vertreten. Unter anderem existiert auch der Dienst Lonely Planet Images, über den Reisefotos aus aller Welt vertrieben werden. Der Verlag besitzt neuerdings auch eine Fernsehproduktion mit dem Namen Lonely Planet Television, die die Serien Lonely Planet Six Degrees, The Sport Traveller und Vintage New Zealand produziert hat.
Am 2. Oktober 2007 wurde bekannt, dass BBC Worldwide, eine Tochter der britischen Fernsehanstalt BBC, im September 2007 die Mehrheit an Lonely Planet Publications übernommen hat. Die Verlagsgründer Tony und Maureen Wheeler blieben weiterhin mit einem Viertel an dem Unternehmen beteiligt. Im Februar 2011 zahlte die BBC für die verbliebenen 25 Prozent 67,2 Millionen australische Dollar (rund 50 Millionen Euro) an die Verlagsgründer. Damit gehörte der Verlag zu 100 Prozent der BBC. Im März 2013 veräußerte die BBC den Verlag für umgerechnet 60 Millionen Euro an die US-amerikanische NC2-Gruppe. NC2 Media verkaufte Lonely Planet 2020 an das amerikanische Medienunternehmen Red Ventures.

## Kritik
Häufige Kritik zielt auf die durch die Reiseführer kolportierte Ermunterung zu Reisen auch zu kleinsten ethnischen Minderheiten in Entwicklungsländern. Diese Minderheiten würden in ihrer sozialen Struktur und speziellen Ökonomie durch den einfallenden Tourismus empfindlich gestört und gleichsam überrollt, wodurch sie abhängig würden von westlichen Reisenden, denen sie allein als exotische Attraktionen gelten.
In Großbritannien kritisierten die tourismuskritische Gruppe Tourism Concern und das Projekt Burma Campaign den Lonely-Planet-Reiseführer Myanmar (Burma) mit dem Hinweis, dass er Reisen in ein Land schmackhaft mache, dessen Militärdiktatur sich in großem Ausmaß durch den Tourismus finanziert. Es wurde gefordert, den Reiseführer vom Markt zu nehmen, wenngleich er auch Hinweise auf die politische Situation vor Ort enthält, auf kritische Stimmen zum Myanmar-Tourismus aufmerksam macht und die birmanische Oppositionelle Ma Thanegi zu Wort kommen lässt.
Am 4. Februar 2011 setzte das Land vorübergehend einen zivilen Präsidenten als Staatsoberhaupt ein, bis das Militär mit einem Putsch am 1. Februar 2021 die gesamte Staatsgewalt wieder an sich riss und die demokratisch gewählten Volksvertreter festnahm. In Folge kam es zu weiteren tausenden Festnahmen und hunderten Todesopfern.
Im April 2008 gab der Autor des Kolumbien-Reiseführers zu, niemals dort gewesen zu sein und die Informationen nur vom Hörensagen zu kennen. Als Rechtfertigung gab er Unterbezahlung durch den Verlag an.

## Deutschland
Der MairDumont-Verlag aus Ostfildern hat mittlerweile mehrere Titel – mit derselben Schrift und Gliederung, nun in Dunkelblau-Türkis mit dem Aufdruck „Deutsche Ausgabe“ – zu ähnlichen Preisen wie die Originale veröffentlicht. Neben europäischen Zielen wie Italien, Irland, Bulgarien, Norwegen und Städten wie Berlin oder London sind auch Argentinien, Australien, Brasilien, Thailand und Indien darunter.
Eine beschränkte Anzahl von Reiseführern wurde durch den Gisela E. Walther Verlag (Bremen) übersetzt und – mit oft kritisierter zeitlicher Verzögerung – herausgegeben. Außerdem kooperiert der Berliner Stefan-Loose-Verlag (mittlerweile zugehörig zum DuMont-Verlag) eng mit dem Verlag.